# Бротен, Эйстейн
Эйстейн Бротен (норв. Øystein Bråten; род. 21 июля 1995, Рингерике, Норвегия) — норвежский фристайлист. Олимпийский чемпион 2018 года в дисциплине слоупстайл. Первый в истории норвежец, ставший олимпийским чемпионом в мужском фристайле.

## Спортивная карьера
Участвовал в зимних Олимпийских играх 2014 года в Сочи, заняв десятое место в слоупстайле. На Олимпийских играх в Корее выиграл золотую олимпийскую медаль в соревнованиях по слоупстайлу.
Завершил карьеру в 2020 году.